# Асен Кожаров
Асен Тодоров Кожаров, с рождено име Асен Чаракчиев (Чаръкчиев), е   български философ, политик, комунист, деец на Българския комунистически младежки съюз и на Българската комунистическа партия, както и на Вътрешната македонска революционна организация (обединена), един от основните дейци на македонизацията в Пиринска Македония след 1944 година.

## Биография
Роден е в 1911 година като Асен Чаракчиев (Чаръкчиев) в град Неврокоп, Османската империя, днес Гоце Делчев, България. В 1931 година Чаракчиев става член на Българския комунистически младежки съюз и на Македонската народна студентска група и участва в списването на печатния ѝ орган „Македонски студентски лист“, а от 1932 година е член на БКП, секретар на областния комитет на ВМРО (обединена) за България.
През 1934 година е изгонен от Васил Хаджикимов от редакцията на вестник „Македонска борба“. В 1935 година заедно с Васил Ивановски издава нелегалния вестник „Македонска революция“. На 15 август 1935 година Чаракчиев е арестуван от полицията заедно с други дейци на ВМРО (обединена). На съдебния процес през юли 1936 година Чаракчиев се обявява за „македонец“ и твърдо отстоява коминтерновските македонистки идеи за наличие на „македонска нация“, самоопределяне на Пиринска Македония и отделянето ѝ от България. Чаракчиев отрича организационните връзки на ВМРО (обединена) с БКП, макар да не крие, че е комунист. В писмо до Софийския областен съд защитава тезата за наличие на „македонска нация“ с политически аргументи – изявяването на македонците като българи пораждало у съседните държави и другите македонски народности подозрение към тяхната борба. Чаракчиев е осъден на 5 години затвор и 50 000 лева глоба за антидържавна и прокомунистическа дейност, целяща с насилие (въоръжено въстание) да промени държавния строй и да накърни териториалната цялост на страната.
В 1940 година Чаракчиев излиза от затвора и отново се занимава с противодържавна дейност. На 24 януари 1943 година се жени за Лиляна Милошева. През март 1944 г. отново е арестуван.
След Деветосептемврийския преврат в 1944 година Чаракчиев става секретар на Областния комитет на БКП в Горна Джумая и влиза в новото ръководство на Македонския научен институт, а по-късно влиза в ръководството на македонските емигрантски организации. В 1948 година завършва задочно философия в Софийския университет. След разрива между Тито и Сталин постепенно се отказва от македонистичните си позиции. От 1949 до 1951 година той е лектор по философия в Държавна политехника в София (сега Технически университет). От 1949 до 1960 година работи като сътрудник в ЦК на БКП. За известно време е член на кабинета на Тодор Живков.
От 1960 до 1962 година е директор на „Българска енциклопедия“ при БАН. От 1962 година е старши научен сътрудник в Института по философия. От 1952 до 1972 г. с кратки прекъсвания е научен секретар и заместник главен редактор на списание „Философска мисъл“, издавано в София. В 1963 – 1966 година е представител на ЦК на БКП в списание „Проблеми на мира и социализма“ в Прага. От 1966 до 1969 година е заместник-директор на Института по история на БКП при ЦК на БКП. Също от 1966 до 1981 г. е заместник-директор на Института за съвременни социални теории при БАН. В 1968 година променя фамилията си на Кожаров. В 1973 година става доктор на философските науки, а в 1977 – професор. В 1971 година е награден с орден НРБ I степен, а в 1981 година – с орден „Георги Димитров“.

## Трудове
- Титовият терор във Вардарска Македония, Изд. на ЦК на Македонските културно-просветни дружества в България, 1949
- Характер и движещи сили на народно-демократичната революция в България, София, 1956
- Действеността на мисленето, София, 1961
- Монизъм и плурализъм в идеологията и политиката (1972, на английски 1973, на немски и руски 1974)
- Социалните сили, извършили социалистическата революция в България (на английски и френски), София прес, 1968
- Законът – основна форма на мисленето, в науката, философията, идеологията. Академие Ферлаг, Берлин, 1973
- Правата на човека и идеологическата борба днес (1977, на английски, немски и руски 1978)
- Системата йога в съвременния свят, Наука и изкуство, 1989